# Конкурс красоты (фильм, 1918)
«Конкурс красоты» («Во имя красоты», «Двадцать миллионов») (1918) — немой художественный фильм Александра Волкова. Фильм сохранился без титров.

## Сюжет
Действие фильма происходит в Америке. Элли и Джимми были обручены ещё в детстве после победы на детском конкурсе красоты. Проходит много лет. Однажды отец Элли объявляет дочери, что она должна выйти замуж, иначе, по условию конкурса, девушка лишится наследства. То же самое узнаёт и Джимми от своего опекуна. И Элли, и Джимми недовольны, но им приходится согласиться. Перед свадьбой отец Элли отправляет дочь на курорт. Туда же приезжает и Джимми. Оба живут под чужими именами. Однажды они встречаются, знакомятся и влюбляются друг в друга. Когда же они узнают настоящие имена друг друга, исчезают все препятствия к их счастью.

## В ролях
- Ольга Южакова — Элли Смит
- Николай Римский — Джимми Старк
- Зоя Карабанова
- Анатолий Смиранин (?)

## Художественные особенности
В фильме много натурных съёмок, в частности, в 4-й части есть длинная и выразительная панорама водопада, когда влюблённые гуляют в горах, а также горные виды.

## Мнения о фильме
В. Семерчук назвал фильм идиллией и мелодрамой, а С. Гинзбург — комедией.